# Mobutu Sese Seko
Mobutu Sese Seko Kuku Ngbendu wa Za Banga, couramment abrégé en Mobutu Sese Seko, né Joseph-Désiré Mobutu le 14 octobre 1930  à Lisala (Congo belge) et mort le 7 septembre 1997 à Rabat (Maroc), est un homme d'État, militaire et dictateur zaïrois, ayant gouverné la république démocratique du Congo de 1965 à 1997, soit 32 ans de pouvoir.
Il devient président en 1965 par un coup d'État et met fin à la crise congolaise. Tentant de purger le pays de l'influence coloniale, il le rebaptise Zaïre en 1971 dans le cadre d'une politique de « zaïrianisation » et change son nom en Mobutu Sese Seko un an plus tard. Il impose une dictature à parti unique gouvernée par son Mouvement populaire de la Révolution (MPR) ainsi qu'un culte de la personnalité. Sous son régime, la population du pays subit une violation généralisée des droits de l'homme ainsi que l'hyperinflation. Simultanément, il obtient une réputation de kleptocrate pour sa corruption, ses extravagances, ainsi que sa fortune personnelle. En politique extérieure, il soutient les rebelles de l'UNITA et du FNLA dans la guerre civile angolaise, et son régime reçoit le soutien des pays occidentaux qui le perçoivent comme un adversaire du communisme en Afrique francophone. Il reçoit également du soutien et de l'aide financière de la Chine pour son opposition à l'Union soviétique.
Après la fin de la guerre froide, son régime s'affaiblit en raison de la fin de l'aide financière occidentale. En réponse, il autorise le multipartisme. À l'issue du génocide des Tutsi au Rwanda en 1994, le nouveau gouvernement rwandais ainsi que ses alliés ougandais et angolais soutiennent une invasion rebelle du Zaïre par l'Alliance des forces démocratiques pour la libération du Congo (AFDL) en novembre 1996 lors de la première guerre du Congo et renverse son régime en mai 1997. Il s'enfuit alors en exil et meurt d'un cancer de la prostate trois mois plus tard au Maroc.

## Débuts
Joseph-Désiré Mobutu est né à Lisala en 1930. Son père, Albéric Gbemani, cuisinier pour un magistrat colonial de Lisala, meurt alors que le jeune Joseph-Désiré n'a que 8 ans. Élevé par son grand-père et un oncle, il poursuivit ses études dans une école catholique. Alors âgé de 20 ans, il  s'enrôle dans la Force publique à Luluabourg. Il y obtient le brevet de secrétaire-comptable, avant d'être affecté à l'état-major de Léopoldville, en 1953.
À 25 ans, il se marie à Marie-Antoinette Gbiatibwa Yetene, âgée de 14 ans et avec laquelle il aura huit enfants.
Après son passage dans l’armée, dont il sort sous-officier, il devient journaliste pour le quotidien libéral de Léopoldville L'Avenir. En 1957, grâce à l'un de ses mentors, le journaliste  Antoine-Roger Bolamba, il rencontre Patrice Lumumba. Il voyage pour la première fois en Europe lors d'un congrès de presse à Bruxelles, où il reste quelque temps pour suivre une formation d'assistant social.
Au même moment, les représentants du Mouvement national congolais (MNC), menés par Patrice Lumumba, négocient l'indépendance de la colonie. Lorsqu'ils arrivent à Bruxelles pour la tenue d'une table ronde, Mobutu se joint à eux avec Antoine Kiwewa et devient membre du MNC ; en janvier-février 1960. C'est à cette occasion qu'il est repéré par Larry Devlin (en) officier de la CIA et futur chef d'antenne de la CIA au Congo avec lequel il établit de bonnes relations.

## L'ascension

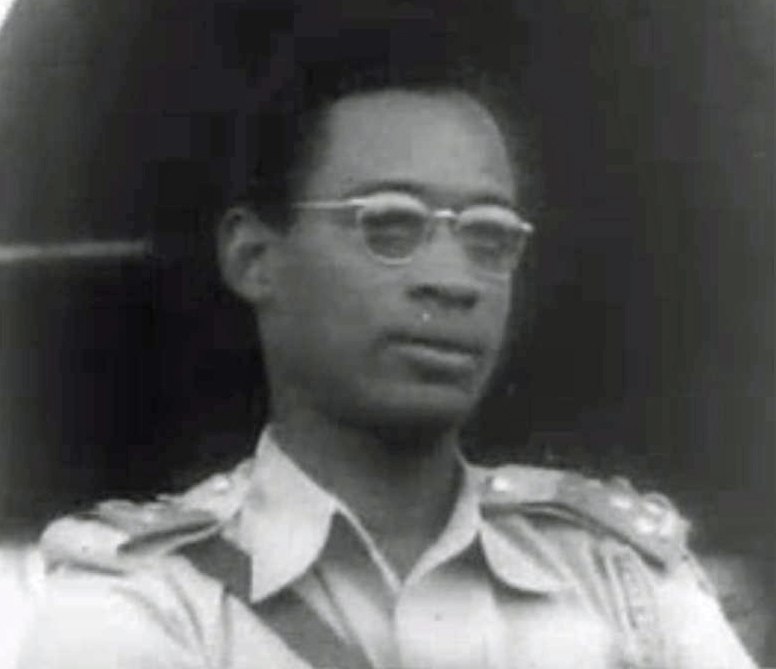
Mobutu en 1960.

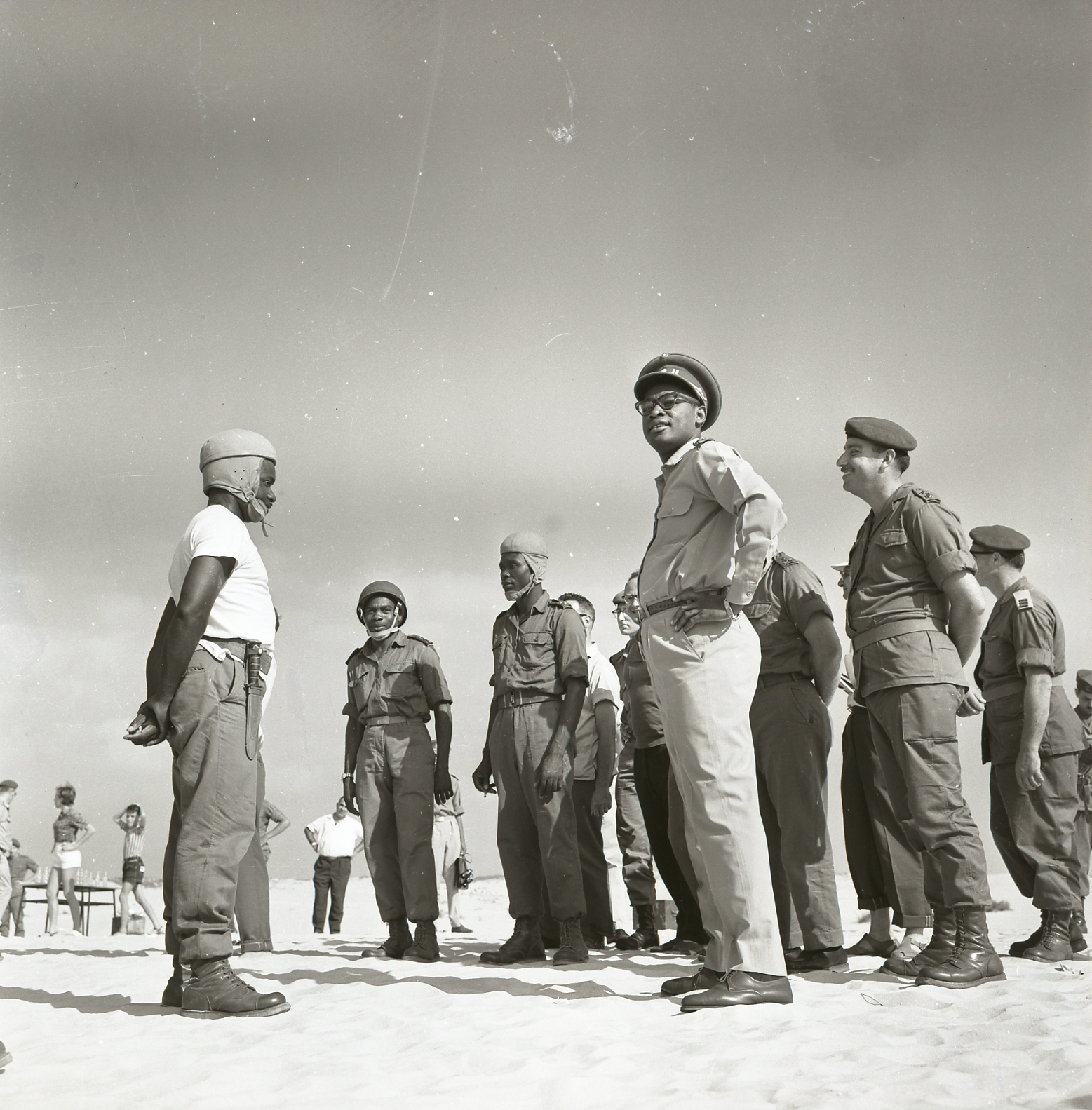
Mobutu en Israël, en 1963.

En juillet 1960, il devient secrétaire d'État du gouvernement indépendant de Patrice Lumumba. Il profite du désaccord entre les différents hommes politiques et du fait d'être l'un des seuls lumumbistes à avoir une quelconque expérience militaire pour évoluer très rapidement dans la hiérarchie militaire. C'est ainsi, en tant que chef d'état-major adjoint et sous l'influence de l'ambassadeur de Belgique, qu'il fait arrêter et assigner à résidence Lumumba en 1960. Ce premier coup d'État le 14 septembre 1960 compte beaucoup dans les relations entre les Belges et Mobutu. Il met en place un gouvernement temporaire, le Collège des commissaires généraux. Devant les caméras, Mobutu accuse ensuite Lumumba de sympathie pro-communiste pour s'attirer le soutien des États-Unis. Lumumba tente de s'enfuir à Stanleyville, mais est rattrapé en chemin par les soldats. Mobutu le fait mettre en prison, où il est maltraité et torturé. Il est ensuite envoyé à la république du Katanga de Moïse Tshombe, où il est assassiné le 17 janvier 1961, son corps « disparu en brousse » selon les documents officiels. Sous la direction de Pierre Mulele, des rebelles partisans de Lumumba partent en guerre contre Mobutu. Ils occupent rapidement deux-tiers du Congo, mais avec l'aide des États-Unis, Mobutu parvient à reconquérir l'ensemble du territoire. Cette « victoire », impossible sans l'aide occidentale, est habilement mise à profit en interne par Mobutu se parant de la vertu de pacificateur, d’unificateur du territoire. Il pose ainsi son pouvoir sur deux piliers : à l'extérieur, le contexte de la guerre froide et à l'intérieur, la stabilité. Un autre moyen d'affermir son pouvoir est la prise de contrôle du pouvoir politique, dont le corollaire est la répression d'une partie des citoyens congolais.

### Prise du pouvoir en 1965
Après avoir réorganisé l'armée, il mène le 24 novembre 1965 un coup d'État contre Joseph Kasa-Vubu, premier président de l'ancien Congo belge. Il est soutenu par la Central Intelligence Agency (CIA) lors de son coup d’État. Suivant une crise politique aiguë entre le président Kasa-Vubu et le gouvernement de Tshombe, ce coup d’État est acclamé et accepté de tous, Kasa-Vubu l'en remercie, Tshombe en est « absolument ravi », les syndicats CSLC, UTC et FGTK soutiennent le nouveau pouvoir de même que les organisations estudiantines UGEC et AGL. La population tant congolaise qu'étrangère applaudit le coup. À l'étranger, la Belgique et les États-Unis sont les premiers à reconnaitre le nouveau président. La Chine et l’URSS, mais aussi la France, montrent des réticences.

### Consolidation du régime
Le 2 juin 1966, la population a pu mesurer toute la détermination de Mobutu, qui fit pendre sur la place publique quatre anciens ministres accusés à tort de complot : Alexandre Mahamba, Jérôme Anany, Emmanuel Bamba ainsi que l'ancien Premier ministre Évariste Kimba. Il demande l'extradition de Moïse Tshombé, arrêté à Alger en 1969, afin de le faire exécuter, mais celle-ci est refusée. L'ancien président Joseph Kasa-Vubu est quant à lui placé en résidence surveillée jusqu'à la fin de ses jours, tandis qu'Antoine Gizenga s'est exilé. Après la mort de Pierre Mulele, chef de la rébellion Simba, en octobre 1968, Mobutu est débarrassé de tous ses rivaux.
En 1969, il fait écraser une révolte estudiantine. Les cadavres des étudiants abattus sont jetés dans des fosses communes et 12 étudiants sont condamnés à mort. L’université est fermée pendant un an et ses 2 000 étudiants enrôlés dans l’armée où, selon la télévision nationale, « ils apprennent à obéir et à fermer leur gueule. »
Il instaure un régime autoritaire à parti unique, « le Mouvement populaire de la Révolution » dont il devient maréchal-président en 1982. Un de ses souhaits est que le pays retrouve sa culture profonde, c'est alors la Zaïrianisation (décolonisation culturelle). En 1971, « l’année des 3 Z », il renomme à la fois le pays, le fleuve et la monnaie sous le nom de Zaïre. La même année, il impose un costume traditionnel, crée une version zaïroise du costume occidental : « l’abacost » (à bas le costume) et il oblige les Zaïrois à choisir des prénoms d'origine africaine et locale (donc non chrétiens), ce qu'il fait lui-même en devenant Mobutu Sese Seko Kuku Ngbendu Wa Za Banga, ce qui signifie, en langue lingala, « Mobutu le guerrier qui va de victoire en victoire sans que personne ne puisse l’arrêter »,.

### Affaires internationales
Les premières années, le régime est très bien vu sur le plan international, la personnalité affable du maréchal-président et les ressources naturelles du pays aidant un peu. Le Zaïre est alors considéré comme un exemple pour toute l'Afrique. Les investisseurs étrangers se précipitent sur les ressources naturelles dont le Zaïre est richement pourvu. L'État zaïrois lance alors une politique de grands travaux, les « éléphants blancs », qui donnent lieu à une importante corruption des élites politiques et administratives.
Pour le pouvoir gaulliste, qui soutenait Tshombe, Mobutu est l'homme des Américains et risque d'entraver les projets français dans la région. En juillet 1967, Paris incite le mercenaire français Bob Denard, alors colonel de l'armée congolaise, à appuyer une rébellion afin d'évincer Mobutu et de rétablir Tshombe à la tête de l’État congolais, sans que le projet aboutisse. La France fait échouer la tentative de Mobutu d'édifier avec le Tchad et la Centrafrique une Union des États d'Afrique australe (UEAC) visant à affranchir ses membres des puissances européennes, dont en particulier la France, en convainquant Bokassa de se retirer du projet. Les relations entre Kinshasa et Paris s’améliorent à la fin des années 1960 ; Mobutu est même le dernier chef d’État à être reçu à l’Élysée par Charles de Gaulle avant la démission de ce dernier. Le rapprochement avec la France s'accentue encore sous Georges Pompidou et Valéry Giscard d'Estaing, et des accords de coopération militaire sont mis sur pied dans les années 1970.
En tant que colonisé et ex-soldat de la Force publique, Mobutu représente ce qu’aime l’administration belge, il sait les caresser dans le sens du poil, comme avec l’arrestation de Lumumba, mais il sait aussi qu'il a besoin du soutien des populations congolaises et c’est ainsi qu’il fait de Lumumba le héros national, le premier martyr de l’indépendance économique et c’est en son nom que les toutes puissantes entreprises minières belges sont nationalisées en 1966. Ces nationalisations interviennent en représailles à la libre parution en Belgique (alors que la France a censuré l'ouvrage) du livre de l'avocat belge Jules Chomé, qui décrit le règne de terreur au Zaïre. Avec Mobutu, le Congo est un partenaire des États-Unis, conditionné à la lutte contre la montée communiste en Afrique australe et à la non participation au mouvement des non-alignés (lequel reste dans les faits très léger). L'ambassade soviétique est ainsi fermée pendant les huit premières années du régime de Mobutu, des diplomates ont été à certaines périodes expulsés ou accusés de collusion avec des manifestants estudiantins et Mobutu n'a jamais effectué de visite diplomatique à Moscou. Le pays initie une diplomatie avec la Chine seulement après le virage pro-chinois de Nixon en 1972 et s'aligne plusieurs fois sur les votes américains à l'Assemblée générale des Nations unies. Même si le Zaïre proclame appliquer un « nationalisme économique », sa politique n'est en réalité pas anti-libérale.

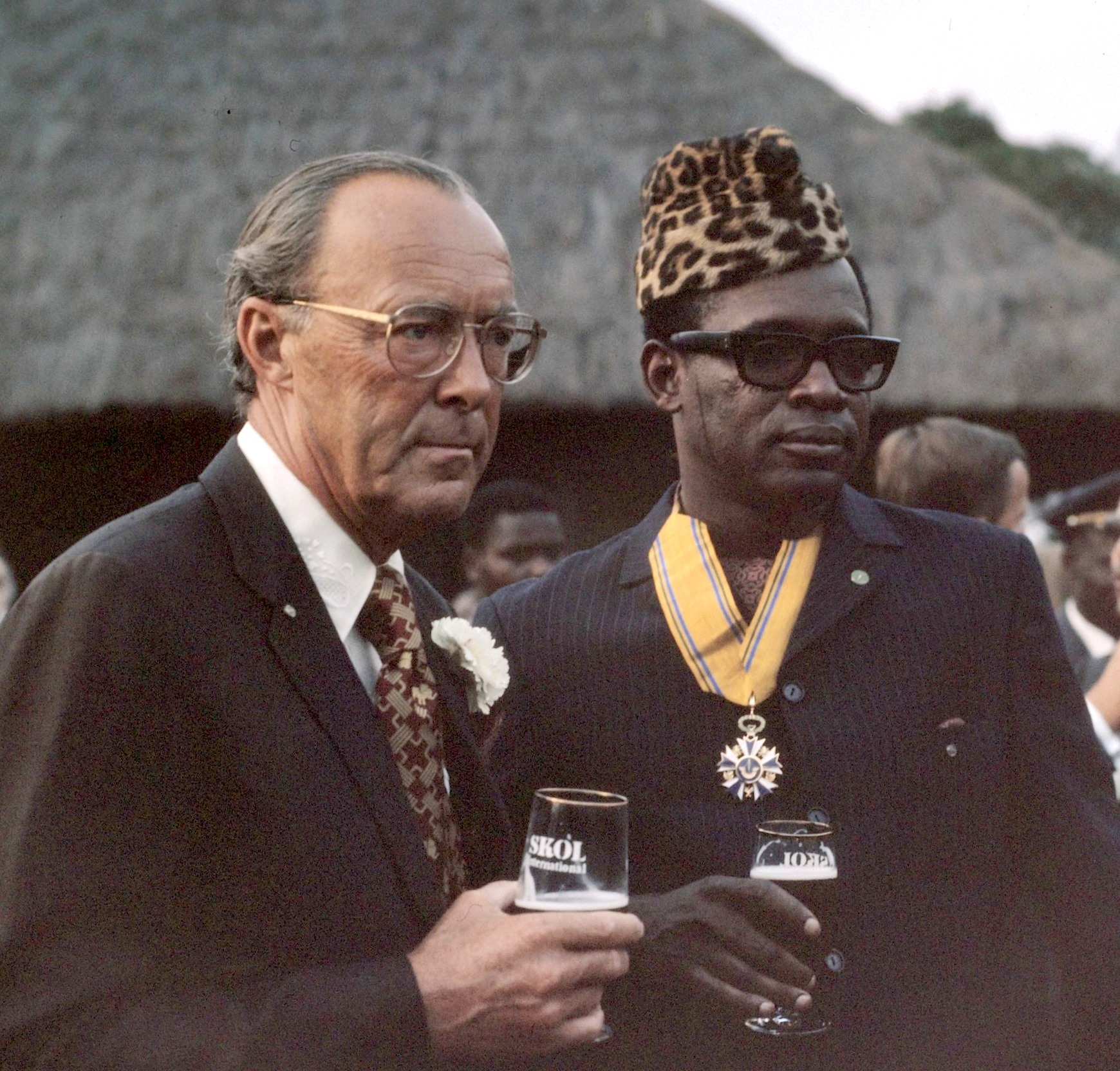
Mobutu avec le prince Bernhard des Pays-Bas en 1973.

Mobutu accueille dans sa capitale le gouvernement angolais en exil qui lutte pour son indépendance, mais les communistes du Mouvement populaire de libération de l'Angola (MPLA) en sont exclus. L’aide américaine aux guérilleros angolais du Front national de libération de l'Angola (FLNA) et de l’Union nationale pour l'indépendance totale de l'Angola (UNITA), pendant la guerre civile angolaise et la guerre de la frontière sud-africaine passe par le Congo.

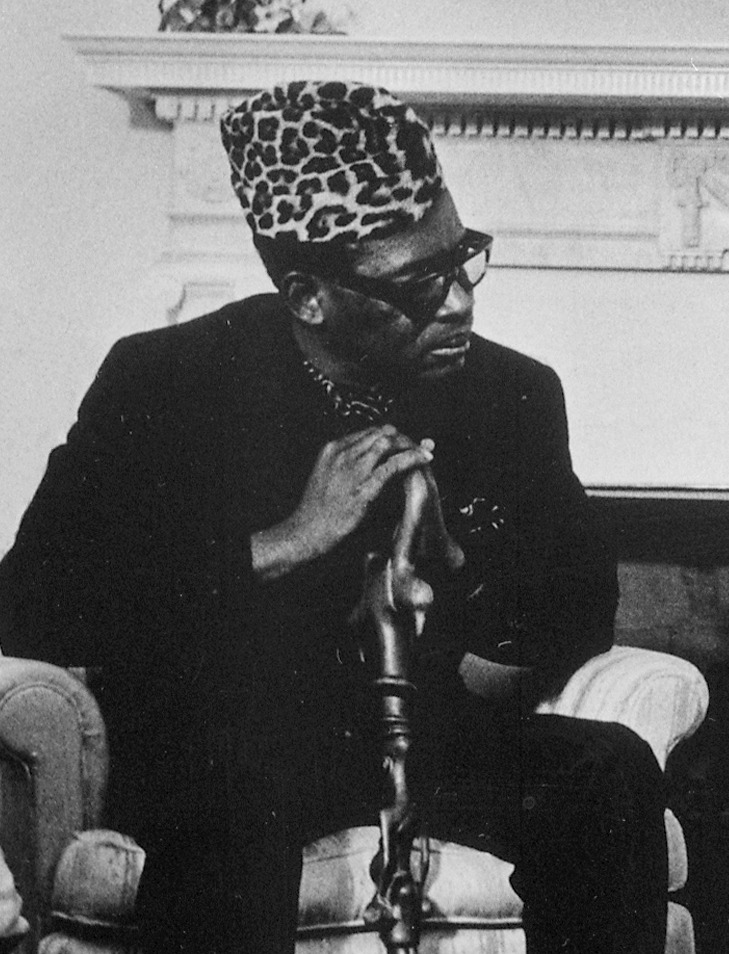
Mobutu Sese Seko en 1973, portant, comme à son habitude, la toque en peau de léopard et la canne.

Au fil du temps, les méthodes du régime et le non-respect des droits de l'homme le déconsidèrent aux yeux des démocraties. Au-delà du soutien parfois difficile de la France et de la Belgique, Mobutu fait appel au début des années 1970 à la Chine communiste, à la Corée du Nord et à Israël. Les instructeurs israéliens cessent néanmoins dès 1972 de former la division présidentielle, Mobutu adoptant d'abord une politique pro-arabe. Ils reviennent quelques années plus tard. Contrairement à la plupart des gouvernements africains, Mobutu soutient le régime ségrégationniste de l'Afrique du Sud au nom de la lutte contre le communisme.

### Kleptocratie et crise économique
Ayant basé le développement du Zaïre sur le modèle d'une économie rentière, Mobutu ne peut qu'en constater les inconvénients lorsque se produit une subite chute des cours du cuivre. L’endettement ne cesse de croître (887 millions de dollars de dette en 1975) et le déficit budgétaire s'élève à 32 % du budget de l’État en 1977. Les finances publiques ayant soudainement fondu, Mobutu lance le Zaïre dans une politique de « zaïrianisation » de l'économie, sous forme de nationalisations abruptes. Les chefs d'entreprises étrangères doivent remettre sans délai les sites concernés aux membres de l'armée zaïroise venus faire appliquer le décret de zaïrianisation. Toutefois, ces entreprises devinrent un bon moyen d'acheter la fidélité de leurs nouveaux dirigeants à un régime à bout de souffle. En effet, les bénéficiaires de la zaïrianisation, tous proches du régime, considérèrent ces entreprises comme leur propriété personnelle sans se préoccuper de leur gestion. La corruption devint de plus en plus endémique (on parle pour le régime mobutiste de « kleptocratie », littéralement « gouvernement par le vol »), la situation économique et sociale de l'écrasante majorité des Zaïrois se dégrada de façon dramatique. Neuf plans de stabilité et programmes d’ajustement structurels mis en place avec le Fonds monétaire international (FMI) n'aident en rien l’économie à se relever, en dépit d'une aide annuelle de 331 millions de dollars, qui est en partie détournée.
L’économiste allemand Erwin Blumenthal est nommé à la tête de la Banque nationale du Zaïre en 1978 ; il démissionne un an plus tard, et écrit : « on ne peut pas plus empêcher Mobutu de piller qu'un chat d'attraper les souris ». L'argent détourné sert aussi à acheter le soutien de dignitaires occidentaux, hommes d'affaires ou hommes politiques. D'après la journaliste d’investigation britannique Michela Wrong, le président français Giscard d'Estaing était au nombre des bénéficiaires, recevant de somptueux cadeaux : des diamants pour son épouse et des remboursement de prêts pour des sociétés où la famille Giscard possède des intérets.

### Conflits militaires

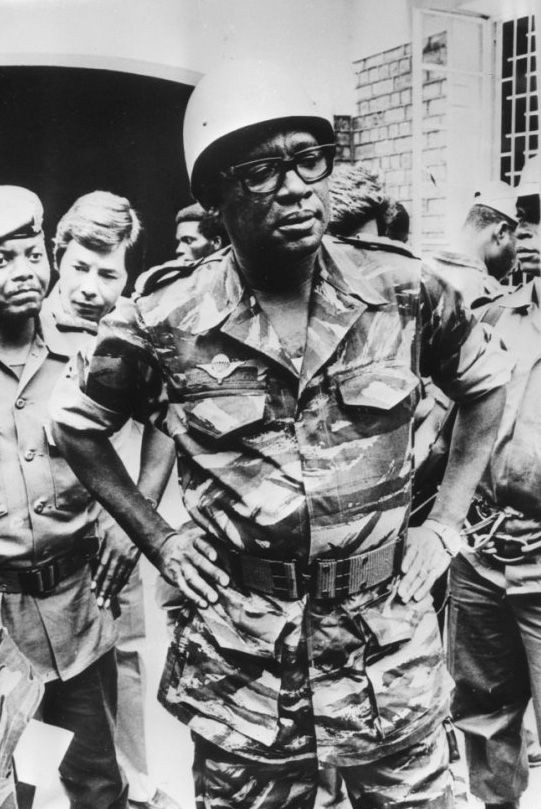
Mobutu Sese Seko en mai 1978.

Face à la retraite militaire soudaine des Portugais en Angola, en 1975, il envoie ses troupes pour soutenir le FLNA contre la guérilla du MPLA qui a déjà pris Luanda, la capitale. 20 000 soldats cubains débarquent néanmoins très rapidement au secours d'António Agostinho Neto et repoussent les troupes de Mobutu. La situation s’aggrave et le Zaïre est dorénavant impliqué dans la guerre froide soutenant les rebelles angolais (UNITA, FLNA) avec les États-Unis et le régime de l’apartheid face aux communistes (MPLA, Cuba, URSS). Pour déstabiliser Mobutu, Agostinho Neto envoie les rebelles du Front national de libération du Congo, combattants congolais exilés en Angola, dans le Shaba en 1977, puis de nouveau en mai 1978, contre une armée zaïroise dont les quelque 45 000 hommes sont globalement indisciplinés, sous-équipés et mal payés. En conséquence, ils sont de plus en plus nombreux à fuir les combats pendant les première et seconde guerres du Shaba. Les populations katangaises, quant à elles, soutiennent les gendarmes pour des raisons ethniques ainsi que par lassitude de la dictature et n’hésitent pas à collaborer contre le régime[réf. nécessaire]. Mobutu élabore lui-même les plans de bataille, toutefois en dépit des conseils de ses officiers plus qualifiés.
Une intervention française est décidée par le président Valery Giscard d'Estaing en avril 1977. Des officiers français sont chargés de réorganiser et de conseiller l'armée mobutiste. L'« opération Verveine » est lancée peu après, consistant en l'acheminement par des avions de transport français de 1 500 soldats marocains. Après la prise de Kolwezi un an plus tard, lors de la seconde guerre du Shaba, par les Tigres, la France intervient à nouveau. Le 19 mai 1978, 700 parachutistes du 2e REP de la Légion étrangère dirigés par le colonel Philippe Erulin, agissant aux côtés de troupes belges, reprennent Kolwezi. Les soldats français restent plusieurs semaines pour stabiliser la région au profit de Mobutu, avant d'être relayés par les troupes de différents pays africains pro-occidentaux.
En 1984 et 1985, il est victime d'attaques menées par une guérilla dirigée par un ancien lumumbiste, Laurent-Désiré Kabila. Les guerres de Moba se terminent par la victoire du gouvernement et Kabila disparait pendant plus de 10 ans. En 1986, une nouvelle crise économique secoue le Zaïre et en accentue la situation politique vacillante. La révolte est latente, le peuple restant affamé, mais son dirigeant multi-milliardaire et mégalomane, utilisant la corruption comme mode de gouvernement[réf. nécessaire].
Mobutu ne ralentit en rien son style de vie opulent, que ce soit ses croisières sur le Congo sur son yacht Kamanyola. À Gbadolite, il avait érigé un palais, le « Versailles de la jungle ». Il fit du reste construire l'aéroport de Gbadolite avec une piste suffisamment longue pour permettre le décollage et l'atterrissage du Concorde. En février 1989, Mobutu affrète un Concorde d'Air France pour se rendre aux obsèques de l'empereur du Japon, puis c'est au tour du Concorde F-BTSD pour un voyage du 26 juin au 5 juillet aux Nations unies à New York, le 16 juillet pour les célébrations du bicentenaire français à Paris, où il était l'invité du président François Mitterrand, le 19 septembre pour un vol Paris-Gbadolite, ainsi qu'un vol de Gbadolite à Marseille avec le chœur des jeunes du Zaïre[réf. nécessaire]. Un monument pour honorer sa mémoire a été érigé à Gbadolite en 2021.

### Chute

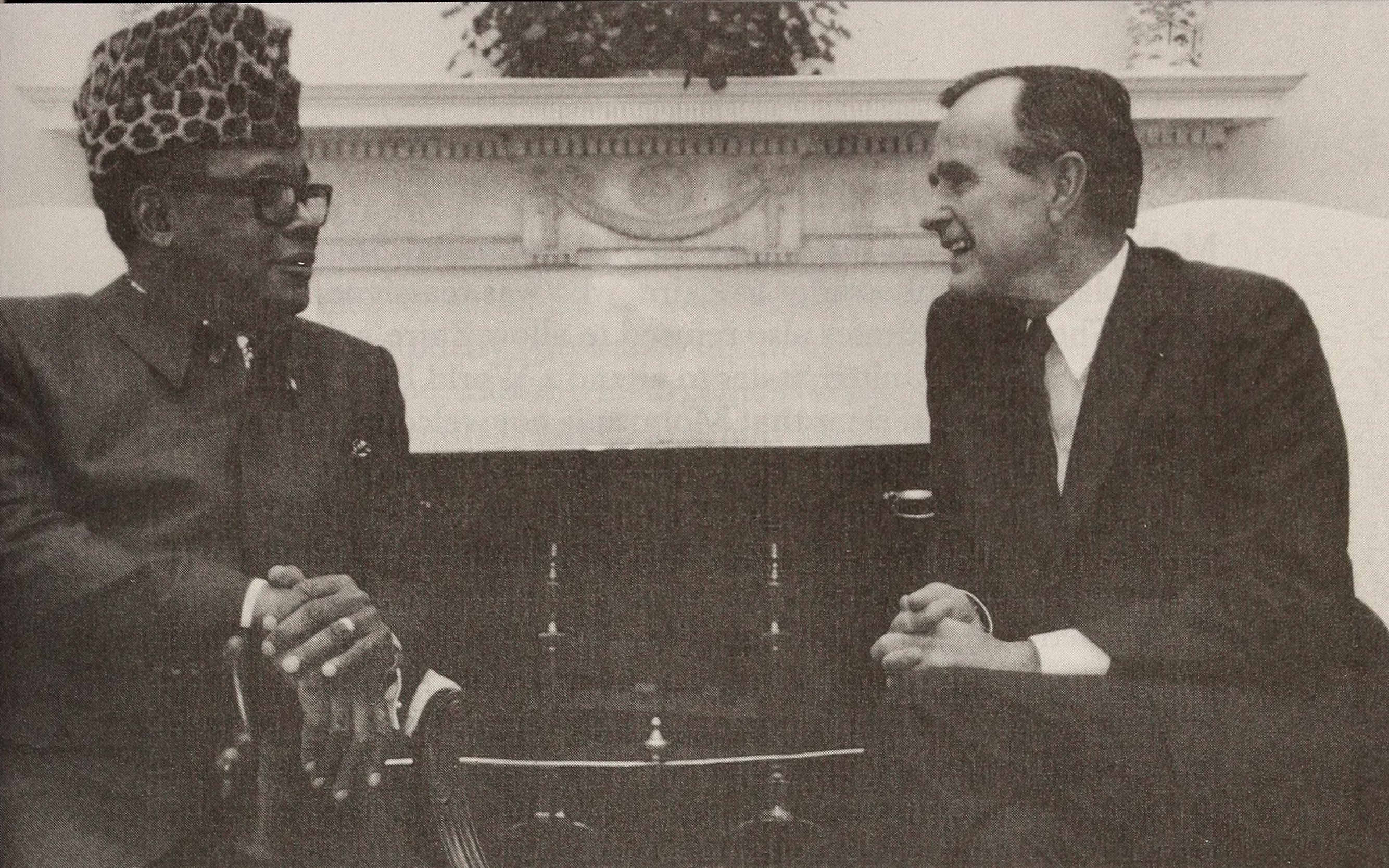
Mobutu avec le président George Bush en 1989.

Fin 1989, la guerre froide approche de sa fin avec la chute du mur de Berlin. Ce contexte favorise la fin du régime. Privé de ses soutiens extérieurs au titre de « rempart contre le communisme », Mobutu se retrouve seul face à son pays et surtout face à l'opposition intérieure. Il publie Dignité pour l'Afrique ?, un livre à base d'entretiens avec Jean-Louis Remilleux, grand reporter du Figaro, dans le cadre d'une fort onéreuse campagne de communication.
En 1990, comme dans de nombreux autres pays d'Afrique centrale, le mécontentement populaire est grandissant. En avril de la même année, Mobutu autorise toutefois le multipartisme, même si l'opposition pourrait dès lors le pousser au départ. La Conférence nationale souveraine (CNS), réunissant les délégués de toutes les couches de la population, toutes les régions et la diaspora du Zaïre (Congo-Kinshasa), devient un véritable tribunal dénonçant les dérives flagrantes du système mobutiste. Les interventions d'Étienne Tshisekedi et d'autres opposants politiques marquent un tournant essentiel puisqu'elles ne sont pas suivies de répression. Aux yeux des Zaïrois, le « seul Maréchal du Zaïre » n'avait ainsi plus le pouvoir d'opprimer son peuple pour assurer son pouvoir. L'état désastreux des finances publiques du pays causé par l'impéritie des politiques économiques mobutistes fait perdre petit à petit au système les moyens de s'alimenter financièrement. Vilipendé à Kinshasa, Mobutu se retire dans son somptueux palais, au cœur de la jungle tropicale à Kawele à proximité de son village natal. Sa solitude devient dès lors évidente, aussi bien au Zaïre qu'à l'étranger. La maladie renforce sa faiblesse, incitant ses opposants et ses ennemis extérieurs à intensifier leurs actions. À la suite d'affrontements entre différentes unités militaires zaïroises dans la capitale, puis de l'assassinat de l'ambassadeur français, Philippe Bernard, les conseillers militaires français, belges, israéliens et chinois quittent le pays à partir de septembre 1991.
En 1994, malgré le partage du pouvoir avec le président du Parlement, le pays s'enfonce de nouveau dans la crise. Celle-ci s'aggrave avec l'arrivée de réfugiés rwandais fuyant d'abord la répression du génocide au Rwanda, puis à partir de 1996 la progression de l'Alliance de forces démocratiques pour la libération du Congo, bras armé congolais du Front patriotique rwandais et de l'Ouganda, emmenés par Laurent-Désiré Kabila. Ceux-ci entrent à Kinshasa le 17 mai 1997, entraînant la chute définitive et la fuite de Mobutu Sese Seko, malgré une dernière tentative de négociation pour le partage du pouvoir parrainée par Nelson Mandela sur le navire Outenika.

## En exil
Mobutu se réfugie dans un premier temps au Togo mais le président togolais Gnassingbé Eyadéma insiste pour que Mobutu quitte le pays. Après avoir été soigné pendant de longs mois en Suisse et en France, Mobutu Sese Seko meurt d'un cancer de la prostate le 7 septembre 1997 à l'hôpital militaire Mohammed V de Rabat et il est inhumé au cimetière européen de la ville, quatre mois après l'accession au pouvoir de Laurent-Désiré Kabila. Il laisse un pays économiquement exsangue, en conflit avec de nombreux pays voisins pour ses richesses et son espace et en pleine guerre civile.

## Fortune
Selon une enquête du Washington Post, publiée en octobre 1991, Mobutu a détourné entre 50 et 125 millions de dollars de son pays, ce qui le classe comme le troisième dirigeant le plus corrompu depuis 1984 et le dirigeant africain le plus corrompu pendant la même période. Mobutu détenait notamment des propriétés en France, Belgique, Suisse, Italie, Espagne et au Portugal, dont plusieurs châteaux (dont le château Fond'Roy à Uccle en région bruxelloise de 1973 à sa mort). En Afrique, il aurait effectué des investissements au Sénégal, en Côte d'Ivoire, au Tchad et en Afrique du Sud,.
« [Le] maréchal Mobutu [qui] a construit une fortune de 4 milliards de dollars en pillant son pays [et l'aide internationale]. Considéré comme un allié indispensable aux Occidentaux pour lutter contre le communisme en Afrique, le président du Zaïre a longtemps bénéficié du soutien financier massif des Américains avant d'organiser son propre système de détournement des fonds publics et des richesses de son pays. Son maintien au pouvoir lui a coûté une partie de sa fortune, qui s'élevait, au milieu des années 80, à près de 22 milliards de francs » (Le Monde – 18 mai 1997).

## Les héritiers
Le maréchal Mobutu s'est marié deux fois. Après le décès de sa première femme, Marie-Antoinette Gbiatibua Yetene, le 22 octobre 1977, il a épousé Bobi Ladawa le 1er mai 1980. Cinq de ses fils sont décédés : Konga, Konga, Kongulu, Manda, et Ndokula. Un autre de ses fils, Mobutu Nzanga, né de son deuxième mariage, a annoncé en décembre 2005 sa candidature à l'élection présidentielle de juin 2006, alors que Giala se présente lui aux législatives et siège actuellement à l'Assemblée nationale. Ce dernier est à la tête de l'Union des démocrates mobutistes (Udémo) et préside également les Forces du Centre, le groupe parlementaire dont fait partie l'Udémo.
Une partie des biens de Mobutu gelés en Suisse depuis le 17 mai 1997 (8,3 millions de francs suisses) devaient être remis à sa famille le 15 décembre 2008 car aucune solution n'avait été trouvée avec le gouvernement kino-congolais ou auprès d'un des fils de Mobutu (numéro deux du gouvernement congolais) pour qu'il renonce aux fonds. Le Conseil fédéral a décidé le 12 décembre 2008 de prolonger le blocage des fonds jusqu'au 28 février 2009. Finalement, ces fonds bloqués devront être remis aux membres de sa famille, selon une décision datée du 14 juillet 2009.

## Surnoms
Président aux multiples surnoms : « Léopard du Zaïre », « Léopard de Kinshasa », « Aigle de Kawele » (Kawele étant sa résidence situé à Gbadolite, à l'intérieur de la forêt équatoriale), « Papa Maréchal » (surnom découlant de son titre de Maréchal), « Roi du Zaïre », « Elombé Sese » (pour indiquer sa vaillance à la guerre), et autres.
Dans son roman En attendant le vote des bêtes sauvages (1998), Ahmadou Kourouma le dénomme « l'homme au totem léopard ».

## Particularités
- La toque en peau de léopard est une sorte de couronne bantoue, l'attribut des rois, empereurs ou autres aristocrates. Dans la tradition bantoue, le léopard est considéré comme un animal rusé et sa peau est sacrée.
- La canne qui représente la royauté et le pouvoir.